# Спорминоре
Спорминоре (итал. Sporminore) је насеље у Италији у округу Тренто, региону Трентино-Јужни Тирол.
Према процени из 2011. у насељу је живело 639 становника. Насеље се налази на надморској висини од 545 м.

## Становништво
Према резултатима пописа становништва 2011. у општини је живело 714 становника.
| 1931. | 1936. | 1951. | 1961. | 1971. | 1981. | 1991. | 2001. | 2011. |
| ----- | ----- | ----- | ----- | ----- | ----- | ----- | ----- | ----- |
| 807   | 783   | 870   | 802   | 692   | 686   | 653   | 680   | 714   |